# Nils Carlquist
Nils Josef Einar Carlquist, född den 23 mars 1891 i Hilleshögs församling, Stockholms län, död den 4 november 1955 i Stockholm, var en svensk militär.
Carlquist blev underlöjtnant vid fortifikationen 1912, löjtnant där 1916, kapten där 1922, major där 1935, vid fortifikationskåren 1937, och överstelöjtnant 1938. Han var chef för fortifikationskåren, chef för arméns fortifikationsförvaltning och inspektör över rikets befästningar 1941–1948 och chef för fortifikationsförvaltningen 1948–1951. Carlquist befordrades till överste 1941 och till generalmajor 1945. Han invaldes som ledamot av Krigsvetenskapsakademien 1942. Carlquist blev riddare av Svärdsorden 1933, av Vasaorden 1938 och av Nordstjärneorden 1943 samt kommendör av andra klassen av Svärdsorden 1944 och kommendör av första klassen 1946.